# Épinal Hockey Club
Wildcats d’Épinal (oficiálně nese název Épinal Hockey Club) je francouzský klub ledního hokeje z Épinalu. Hraje druhou nejvyšší domácí soutěž. Jeho barvami jsou černá, zelená a bílá. Domácí aréna nese název Patinoire de Poissompré, její kapacita dosahuje 2 500 míst.
Klub vznikl v roce 1906, kvůli finančním potížím se přerodil v roce 1997. Podobně v roce 2018 byl kvůli zadlužení formálně rozpuštěn profesionální celek hrající nejvyšší soutěž Ligue Magnus a od sezóny 2018/2019 pokračoval pouze B-tým, toho času ve 4. lize. V následujících letech několikrát postoupil a v ročníku 2022/2023 vyhrál Divizi 1, nepodal ovšem přihlášku do Ligue Magnus. Výraznou postavou hokeje v Épinalu je slovenský hokejista Ján Plch, který za A-tým klubu hrál v letech 2005–2016. V organizaci pokračoval jako hrající trenér B-týmu do roku 2020, poté se stal hlavním trenérem.

## Galerie

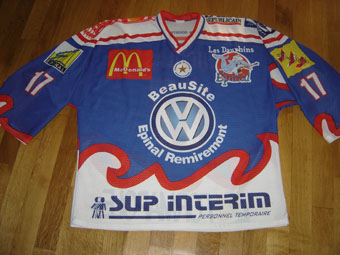
Dres Image Club d'Épinal v roce 2004
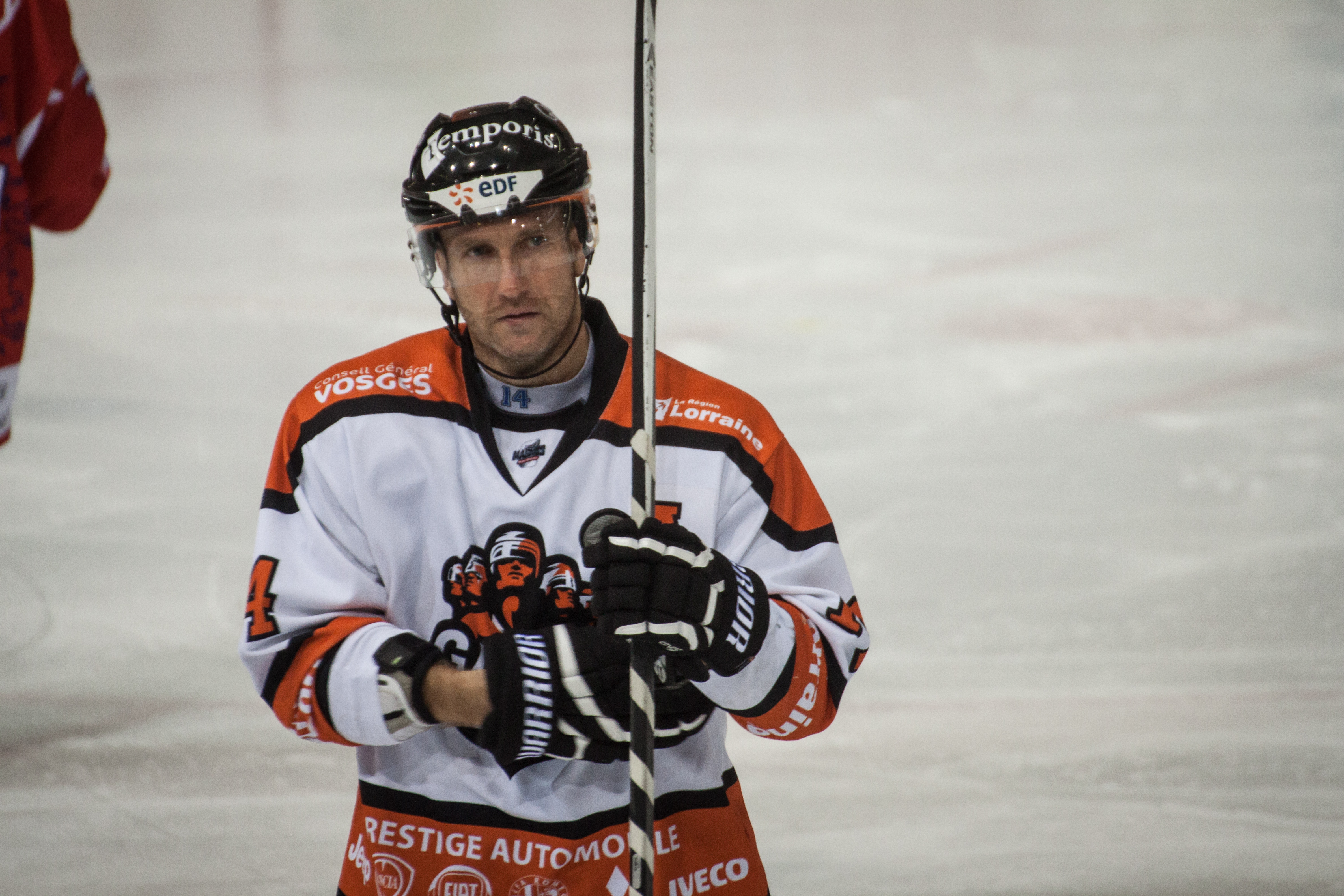
Ján Plch v Dresu Gamyo Épinal v roce 2014
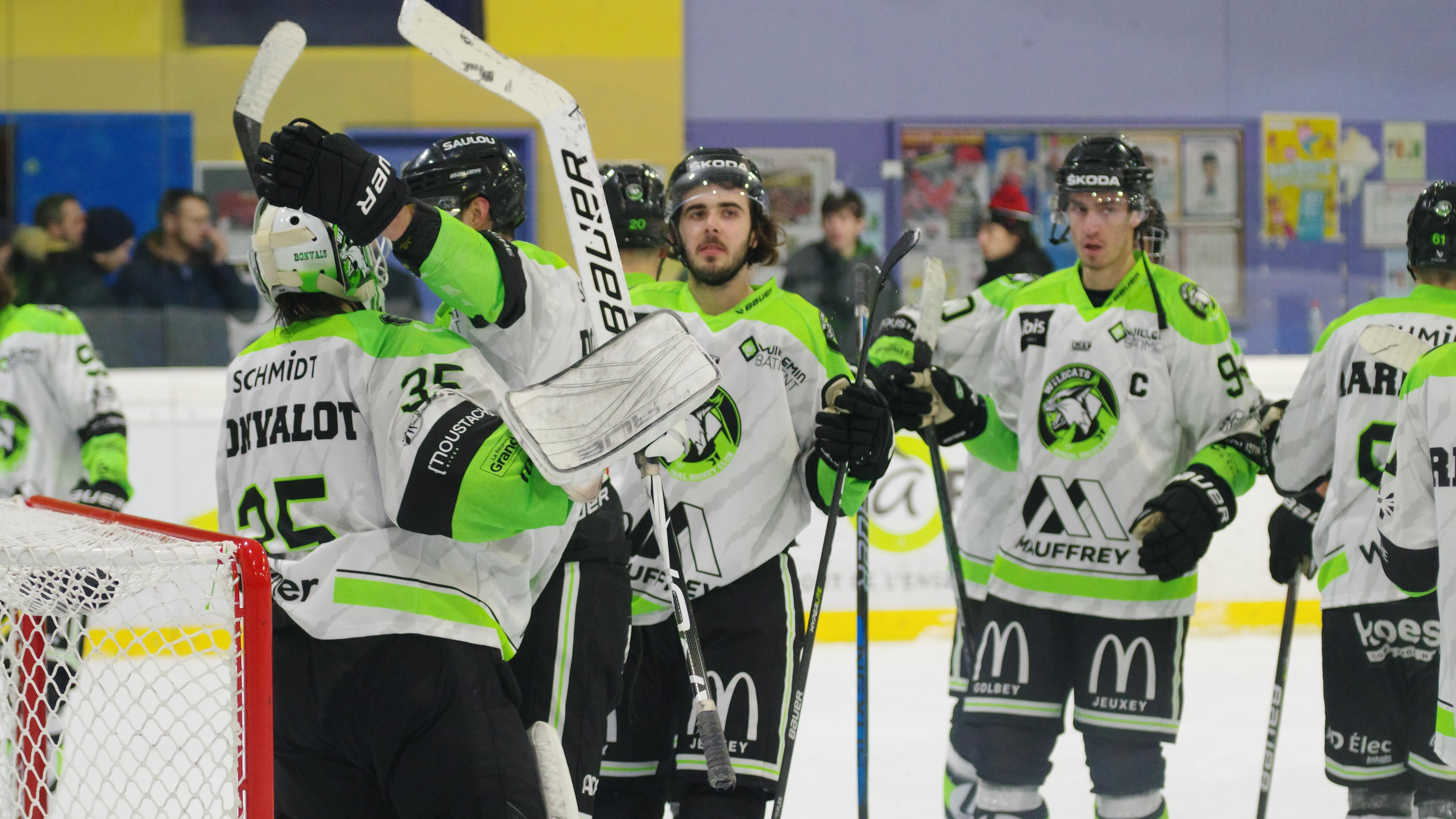
Hokejisté Wildcats d’Épinal v roce 2023